# Katedra Świętego Patryka w Nowym Jorku
Katedra Świętego Patryka (ang. St. Patrick's Cathedral) – katedra na Manhattanie w Nowym Jorku, siedziba arcybiskupa Nowego Jorku. Największa neogotycka świątynia katolicka w Ameryce Północnej. Położona jest przy Piątej Alei, pomiędzy Pięćdziesiątą i Pięćdziesiątą Pierwszą Ulicą w sercu dzielnicy Midtown, naprzeciw Centrum Rockefellera.

## Historia

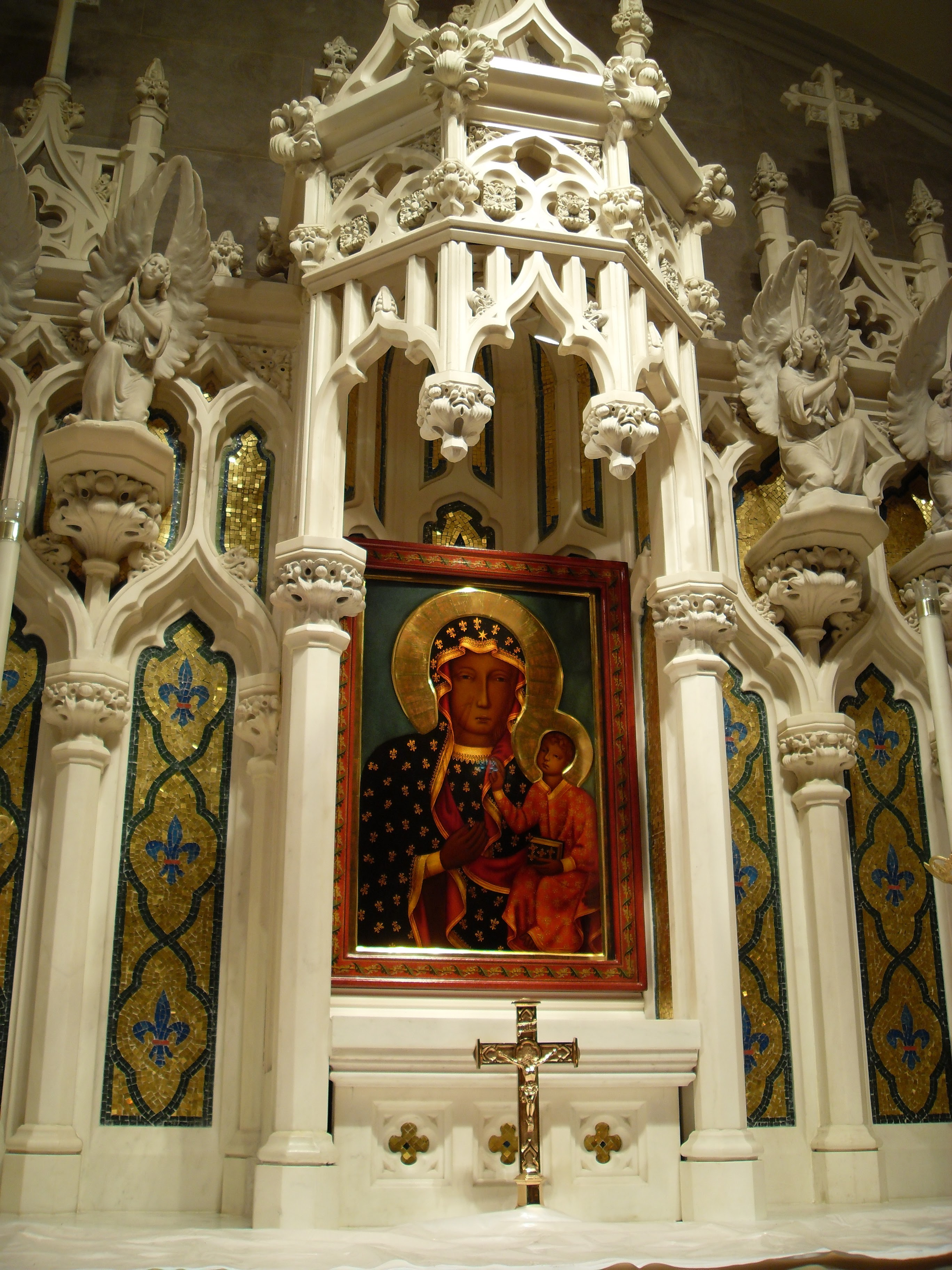
Kopia obrazu Matki Bożej Częstochowskiej w Katedrze Świętego Patryka w Nowym Jorku

W 1850 roku papież Pius IX podniósł diecezję nowojorską do rangi archidiecezji. W tym też roku abp John Joseph Hughes zaproponował wybudowanie nowej świątyni i przeniesienie swojej siedziby ze  starej katedry św. Patryka na dolnym Manhattanie. 15 sierpnia 1858 roku uroczyście wmurowano kamień węgielny. Na skutek wojny secesyjnej prace nad budową kościoła zostały przerwane,  wznowione je dopiero w 1865. Budowa katedry została zakończona w 1878 roku, a uroczyste udostępnienie kościoła wiernym miało miejsce 25 maja 1879 roku. W latach 1882–1884 dobudowano budynki kościelne – siedzibę arcybiskupa oraz rektora. W 1888 wzniesiono wieże oraz zachodnią fasadę, a w latach 1900-1908 kaplicę Najświętszej Maryi Panny (Lady chapel). 5 października 1911 abp Farley dokonał poświęcenia świątyni i ołtarza. W 1976 katedra została wpisana do oficjalnego rejestru zabytków. W 2006 w nawie bocznej katedry poświęcono kaplicę Matki Bożej Częstochowskiej. Poza reprodukcją obrazu w kaplicy znajdują się obrazy i figury Świętych: Kazimierza, Faustyny, Jadwigi, Maksymiliana Kolbe i Stanisława Kostki. 

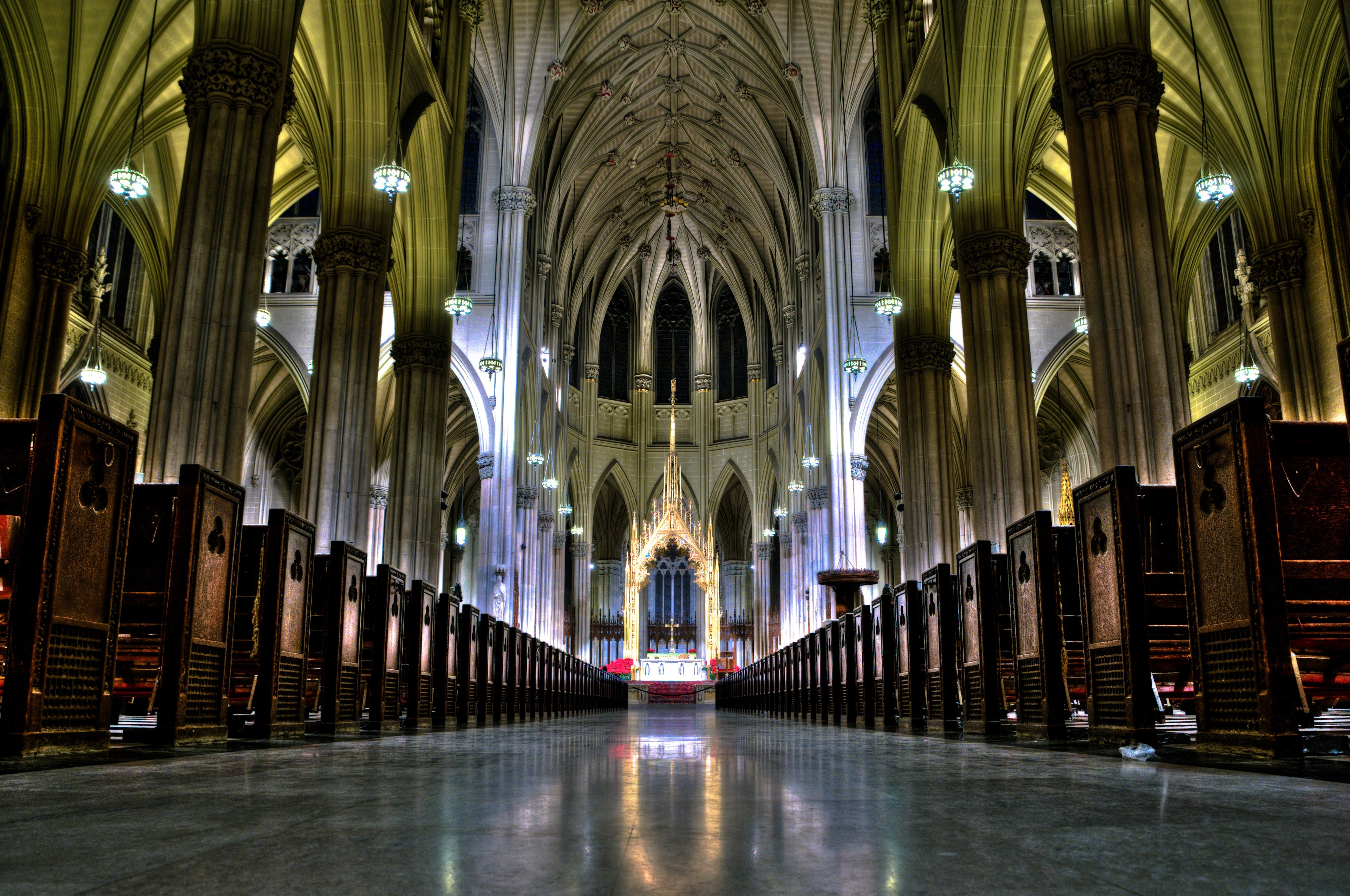
Wnętrze

## Wizyty papieży
Dnia 04 października 1965 r. Katedrę odwiedził papież Paweł VI. 2 października 1979 r. Katedrę Świętego Patryka odwiedził papież z Polski - święty Jan Paweł II. 19 kwietnia 2008 w katedrze odbyła się uroczysta msza pod przewodnictwem papieża Benedykta XVI. 24 września 2015 w katedrze odbyły się nieszpory pod przewodnictwem papieża Franciszka.

## Cechy architektoniczne
- do budowy katedry użyto białego marmuru z Nowego Jorku i Massachusetts,
- w katedrze jest 2200 miejsc siedzących,
- wysokość wież wynosi ok. 100 metrów,
- z tyłu katedry znajduje się popiersie papieża Jana Pawła II, który odwiedził Nowy Jork w 1979 roku.